# قانون العمل الدولي

علم منظمة العمل الدولية.

قانون العمل الدولي (بالإنجليزية: International labour law)‏: هو مجموعة من القواعد التي تعبَر عن القانون الدولي العام والخاص وتهتم بحقوق الموظفين وأصحاب العمل ونقابات العمال والحكومات وواجباتهم في تنظيم مكان العمل. وكانت منظمتا العمل الدولية والتجارة العالمية الهيئتان الدوليتان الرئيستان المشتركتان في إصلاح أسواق العمل وتنظيمها. قاد صندوق النقد الدولي والبنك الدولي بشكل غير مباشر التغييرات في سياسة العمل من خلال المطالبة بشروط التلاؤم البنيوي للحصول على القروض أو المنح. تنشأ القضايا المتعلقة بتضارب القوانين -التي تحددها المحاكم الوطنية- عندما يعمل الناس في أكثر من دولة واحدة، وعندما تملك الهيئات فوق الوطنية -خاصةً في قانون الاتحاد الأوروبي- مجموعة متزايدة من القواعد المتعلقة بحقوق العمل.
أشارت معايير العمل الدولية إلى الاتفاقيات الموافق عليها من قبل الأطراف الدولية الفاعلة -والناجمة عن سلسلة من القرارات القيّمة- التي تهدف إلى حماية حقوق العمال الأساسية وتعزيز الأمن الوظيفي لهم وتحسين الشروط اللازمة للتوظيف على نطاق عالمي. الهدف من هذه المعايير هو وضع حد أدنى عالمي من الحماية ضد الممارسات اللاإنسانية تجاه العمال من خلال تبني المعايير المذكورة وتنفيذها. ومن الناحية النظرية، وبناءً على أسس أخلاقية، أكدت هذه المعايير على ضرورة بقاء بعض الحقوق المعينة الأساسية للإنسان حقوقَا عالمية للجنس البشري، لذا تهدف معايير العمل الدولية إلى ضمان توفير مثل هذه الحقوق في مكان العمل، مثل مكافحة ظاهرة الاعتداء في مكان العمل والتنمر والتمييز واللامساواة بين الجنسين أيضًا؛ وذلك من أجل التنوع في العمل وتطبيق الديمقراطية في مكان العمل وتمكين الأفراد وتعزيز قدراتهم.
في حين لا يستلزم وجودُ معايير العمل الدولية بالضرورة وجودَ آليات لتنفيذها وتطبيقها، استخدمت معظم قضايا العالم الحقيقي معاهدات واتفاقيات رسمية ناجمة عن المؤسسات الدولية. الوكالة الدولية الرئيسة المكلفة بتطوير معايير العمل هي منظمة العمل الدولية (رمزها آي إل أو)، التي تأسست في عام 1919، وأيدت وجود المعايير الدولية واعتبرتها مهمة وضرورية للقضاء على ظروف العمل السيئة التي تتضمن الظلم والمعاناة والحرمان. ووفقًا لمنظمة العمل الدولية، ساهمت معايير العمل الدولية في إمكانية تحقيق السلام الدائم وساعدت في التخفيف من الآثار السلبية المحتملة الناجمة عن المنافسة التجارية في الأسواق العالمية وساعدت على تقدم التنمية الدولية.
مع ذلك، لا يقتصر تنفيذ المعايير على منظمة العمل الدولية، وهو غير مقيّد بالنموذج التشريعي الذي تمثله المنظمة. وتتضمن البدائل الأخرى إقرار العقوبات التجارية المباشرة وتنفيذ المعايير من قبل جوانب متعددة ووضع معايير مدعومة بمساعدات طوعية. بالإضافة إلى الخلافات التي تنشأ على كل من هذه النماذج، أُثيرت قضايا أكبر تتعلق بالجدل حول الحاجة إلى معايير العمل الدولية نفسها. ومع ذلك، ورغم ظهور المنتقدين، توصل المجتمع الدولي إلى اتفاق جماعي في الآراء لصالح توفير الحماية الأساسية للقوى العاملة في العالم من الممارسات اللاإنسانية المطبقة عليهم.
يرتبط تطوير معايير العمل الدولية الناجحة بالمتابعة المناسبة الصحيحة للمعايير، بالإضافة إلى تنفيذها. ولكن الوكالات المحلية وغيرها من المنظمات غير الحكومية تلعب أيضًا دورًا مهمًا في المراقبة الناجحة لمعايير العمل الدولية.

## تاريخه
منذ نشوء الثورة الصناعية، كانت الحركات العمالية قلقة حول الطريقة التي ستؤدي بها العولمة الاقتصادية إلى إضعاف قدرة العمال على المساومة والتفاوض، إذ يمكن لأصحاب العمل توظيف العمال في الخارج دون حماية معايير العمل في الداخل. وتقرر في المؤتمر الدولي السنوي الرابع المعقود في عام 1869 ما يلي:
يقتضي توسيع مبدأ التجارة الحرة -الذي يحرض بين الدول منافسة بشأن مصلحة العامل التي من شأنها أن تُفقد للأبد، ويحثها على التضحية بالسباق الدولي العنيف القائم بين الرأسماليين- بتوسع الاتحادات أكثر من ذلك وبأن تُصبح دولية.

### التاريخ المبكر
يعود مفهوم حماية العمال من مخاطر بيئات العمل إلى أوروبا في القرن الرابع عشر. وجاء المثال الأول لحركة حقوق العمال الحديثة استجابةً لظروف العمل الصارمة التي رافقت نشوء الثورة الصناعية في القرنين الثامن عشر والتاسع عشر. في عام 1802، أقر برلمان المملكة المتحدة ما يعرف الآن بقانون المصانع الإنجليزية. إذ سعى القانون إلى تنظيم الأيام التي يعمل بها المتدربون المبتدئون من خلال حصر ساعات العمل إلى 12 ساعة في اليوم. وبإجراء ذلك، كان قانون المصانع الإنجليزية بمثابة طليعة للنماذج عن معايير العمل الدولية التي تُشاهد اليوم. وأصبح بعد ذلك الحد الأدنى من القوانين والأنظمة المماثلة لتلك الموجودة في التشريعات الإنجليزية أمرًا مألوفًا شائعًا إلى درجة كبيرة بين الدول الصناعية في القرن التاسع عشر. كانت المحاولات المبكرة لتوفير معايير العمل محدودة النطاق. وركزت الاتفاقيات بشكل أساسي على تحسين ظروف العمل فيما يتعلق بساعات العمل وعمالة كل من النساء والأطفال واستخدام المواد الخطيرة. وكان من الواضح أن دعم حقوق العمال كان متضاربًا بين الحدود الدولية، إلا أن الناشطين استخدموا الضغط الأخلاقي فقط للتعامل مع الاختلافات في معايير العمل. ولم تُبذل الجهود لتنفيذ معايير موحدة على نطاق دولي إلا في الأجزاء الأخيرة من القرن التاسع عشر.

### إنشاء منظمة العمل الدولية
في عام 1919، وبعد انتهاء الحرب العالمية الأولى، وصل برنامج معايير العمل الدولية إلى مستوى جديد من الأهمية نتيجة إنشاء منظمة العمل الدولية. بموجب الجزء الثالث عشر من  معاهدة فرساي، أُنشئت منظمة العمل الدولية بمثابة فرع من منظمة عصبة الأمم من أجل معالجة كل الجوانب التي يمكن تصورها عن حقوق العمال. ركزت الجهود الأولية بشكل أساسي على القضاء على كل أشكال العبودية والأعمال القسرية. وسرعان ما توسع برنامج العمل، فشمل الحق في حرية إنشاء الجمعيات والمساومة الجماعية وعدم التمييز في العمل والتخلص من عمالة الأطفال. وشكّل إنشاء منظمة العمل الدولية أول مثال على تضافر مجموعات دولية رئيسة متعددة في محاولة للتوصل إلى اتفاق جماعي في الآراء بشأن حقوق العمال العالمية. وعلى الرغم من عدم وجود أي وسيلة أساسية من وسائل الإكراه، ألحت منظمة العمل الدولية على دولها الأربعة والأربعين لاعتماد الاتفاقيات -التي تحد من الممارسات الظالمة في مكان العمل- وتصديقها.

### السنوات الباكرة لمنظمة العمل الدولية
في أول عامين من وجود منظمة العمل الدولية، اعتُمدت 22 اتفاقية عمل دولية، وكانت بعض المواضيع التي تناولتها الاتفاقيات الأولى عن ساعات العمل في الصناعة وعن البطالة وحماية الأمومة والعمل الليلي للنساء والحد الأدنى للعمر والعمل الليلي للشباب في الصناعة. في عام 1930، اعتمدت منظمة العمل الدولية أول اتفاقية أساسية للمستقبل، وهي اتفاقية العمل الجبري رقم 29، التي تمنع جميع أشكال الأعمال القسرية ما لم تُوجد هناك استثناءات وفق شروط معينة. ومع بداية الكساد الكبير، انضمت الولايات المتحدة الأمريكية إلى منظمة العمل الدولية في عام 1934، وأشارت إلى أن قضايا العمل المعقدة تتطلب استجابة دولية. وعلى مدى تاريخ عصبة الأمم، تُعد منظمة العمل الدولية هي المنظمة المنتسبة للعصبة الوحيدة التي انضمت إليها الولايات المتحدة. وعلى خلفية الحرب العالمية الثانية، وسّعت منظمة العمل الدولية نطاق ولايتها عن طريق الإعلان عن مدينة فيلادلفيا، إذ وُقِّع الإعلان خلال الدورة السادسة والعشرين للمؤتمر العام في عام 1944. نبّه إعلان فيلادلفيا -المرفق بالدستور العام لمنظمة العمل الدولية- إلى بعض الاتفاقيات الأساسية لمنظمة العمل الدولية في المستقبل القريب، والتي تضمنت حرية التعبير وإنشاء الجمعيات التي اعتُمدت في عام 1948 بمثابة اتفاقية رقم 48 والحرية النقابية وحماية حق تنظيم الاتفاقية.